# Geranomyia multipuncta
Geranomyia multipuncta is een tweevleugelige uit de familie steltmuggen (Limoniidae). De soort komt voor in het Palearctisch gebied.